# George N. Briggs
George Nixon Briggs (12 de abril de 1796 – 11 de setembro, 1861)) foi um político americano e o 19º governador de Massachusetts. Pertenceu ao Partido Whig e também foi membro da Câmara dos Representantes dos Estados Unidos.

## Início de vida
Briggs nasceu em Adams, Massachusetts, em 12 de abril de 1796. Seus pais foram Allen Briggs, nascido em Cranston, Rhode Island, em 1756 e Nancy Brown, de descendência huguenote (calvinista). Aos sete anos mudou-se com seus pais para Manchester, Vermont e, dois anos mais tarde, para White Creek, Nova Iorque. Frequentou as escolas públicas de lá. Mudou-se para Lanesboro, Massachusetts, em 1814, onde foi aprendiz do comércio Chapeleiro. Estudou direito, sendo admitido para práticas jurídicas em Massachusetts, e em 1818 iniciou a atividade em Lanesboro.
Aos 14 anos de idade, durante o Segundo Grande Despertar (movimento de renascimento protestante durante o século XIX nos Estados Unidos), que foi especialmente forte em Upstate, New York, ele converteu-se e juntou-se a fé Batista. Manteve-se comprometido com os ideais religiosos de forma permanente, com influência até na política, como por exemplo opondo-se às sessões do Congresso que se estendiam até aos domingo e da abstinência alcoólica.
Briggs casou com Harriet Hall de Lanesboro em 1818. Seus filhos foram Harriet e George Henry.

## Início da carreira no serviço público
De 1824 a 1831 Briggs foi designado para o Registro Notarial para o norte do distrito do Condado de Berkshire, Massachusetts. Ele foi eleito oficial de justiça da cidade em 1824, e depois nomeado presidente do conselho de comissários de rodovias em 1826.

## Eleição e serviço na Câmara dos Representantes dos Estados Unidos
Briggs foi eleito para a Câmara dos Representantes dos Estados Unidos pelo 7º e 9º distritos de Massachusetts, da 22ª até 27º legislaturas, primeiramente pelo Partido Nacional Republicano (Estados Unidos) e depois pelo partido Whig. Seus mandatos sucessivos foram de 4 de março de 1831 a 3 de março de 1843. Na 26ª legislatura ele foi o Presidente do Comitê de despesas públicas. E na 27ª legislatura fez parte Comitê de serviço postal e de estradas. Ele não postulou reeleição em 1842.

## Governador de Massachusetts
Briggs mudou-se para Pittsfield em 1843 e foi governador de Massachusetts de 1844 a 1851. Enquanto era governador, Briggs foi solicitado para comutar a sentença de morte do Professor John White Webster no assassinato de George Parkman, um crime que teve como palco a Harvard Medical School, em 1850. Jornalistas de todo o país entendiam que a sentença havia sido excessivamente dura, pois havia apenas indícios no processo, então pediam ao governador Briggs comutar a sentença de Webster. Mas ao final, o governador não comutou a sentença pois pareceria ceder à pressão, como também não comutou sob pressão dos Boston Brahmins no julgamento do caso Washington Goode, em que um marinheiro negro de Boston havia recentemente sido enforcado por um crime sem provas claras de sua culpabilidade, mas em um processo bem decidido.

## Últimos anos e morte
Após cumprir seu mandato como governador, Briggs retomou a advocacia em Pittsfield. Ele era um membro da convenção constitucional do estado em 1853. Ele foi juiz da Corte de Common Pleas (causas comuns), de 1853 a 1858. Ele foi nomeado em 1861 como membro de uma Comissão para ajustar as diferenças entre os Estados Unidos e a República de Nova Granada.
Em 4 de setembro de 1861 Briggs, que estava permanecendo mais em sua casa em Pittsfield, deixou cair uma arma, mas quando foi juntar a mesma, esta descarregou e ele restou ferido por um tiro. Briggs morreu na manhã de 11 de setembro de 1861 e foi enterrado no cemitério de Pittsfield.

## Fonte da tradução
- Este artigo foi inicialmente traduzido, total ou parcialmente, do artigo da Wikipédia em inglês cujo título é «George N. Briggs».